# Biessenhofen
Biessenhofen é um município da Alemanha, situado no distrito da Algóvia Oriental, no estado da Baviera. Tem 27,02 km² de área, e sua população em 2019 foi estimada em 4 117 habitantes.